# 對魔導學園35試驗小隊
《對魔導學園35試驗小隊》是柳實冬貴著作，切符插畫的日本輕小說作品，由富士見Fantasia文庫出版發行。台灣由東立出版社代理發行。
2014年4月發布改編成電視動畫的消息。

## 故事簡介
在人類逐漸無法使用魔法的世界裡，人們為了對付還擁有殘存魔力的人類，成立了培訓「異端審問官」的機關「對魔導學園」。主角草薙哮在這個以槍械為主要武器的環境裡，仍舊使用刀劍戰鬥，而他所率領的第35試驗小隊，更是由一群劣等生所組成。某日，身為頂尖「魔女獵人」的超精英槍械高手－鳳櫻花加入了這隻小隊，讓第35試驗小隊開始有了改變。

## 登場角色

### 第35試驗小隊
草薙哮（聲：細谷佳正）
出身於東北山區的草薙家，是在冷兵器時代以劍術聞名的傭兵世家，從小就勤練各種刀劍的戰鬥技巧。現為了獲得還債用的金錢立志成為審問官，以騎士團為目標。
原本性格暴躁，但國中二年級的生存分組比賽中被鳳櫻花擊敗後，開始自省並修正自己那衝動宛如狂犬般的個性。很多學生喜歡背後批評他「怪胎」或長相兇惡，不過他對自身的評價完全不在意。平時是個性溫馴的好好先生，但若在他面前嘲諷「刀劍」就會火氣爆衝，不擅長應付年長的女性。改變他的並非只有櫻花，在短篇可以知道他認為主要改變自己的是班鳩說的話，對於班鳩抱有特殊的情感。
學業成績墊底，既沒有藝術細胞，手藝也非常笨拙。運動神經雖然優秀，卻沒有運動方面的資質。然而最讓人絕望的是他的射擊能力，命中率完全等於零，就算是零距離開火也會發生啞彈或炸膛的意外，幾乎是詛咒等級般的悲慘。因為這個緣故，哮才不得已的捨棄槍械而只使用劍術，這是他唯一的才能。
父母雙亡，與僅存的妹妹相依為命。因為家族代代留下大量債務，總是為了金錢問題過得非常艱苦，放學後還要做長時間的打工。目前自己居住在嚴重鬧鬼而租金便宜的公寓，不過因為本人太過遲鈍，所以完全沒發現這件事。
「英雄召喚事件」中被英雄重創腰斬，生死關頭之時被迫簽訂噬魔聖物契約，需要拉碧絲用魔力替他黏住身體肌肉組織來延命（不過如果解除契約，身體會恢復重傷的情況，有可能因此死亡）。
過去為了得到能以刀劍超越槍械的力量，除了一般對人用的草薙真明流，還學會了專門用來斬殺妖魔的草薙諸刃流。使用的皆是一些以不顧風險與人體極限為代價，威力強大的超常劍技。作為劍士的劍術修為是一流水準，但因為肉體突破不了人體機能的極限，對上魔法與槍械等遠程武器難以發揮。
絕技「掃魔刀」是能暫時解除腦部的限幅，加速情報處理能力，能讓哮的反應速度與動作足以跟上子彈。但副作用是使用時對身體產生大量負荷，是一種傷敵自傷的雙面刃。而這個問題在拉碧絲以「魔女獵人化」強化哮的身體時可以解決。
在樹夕爭奪事件中，以靈魂為代價訂定二次契約，讓拉碧絲脫離審問會的掌握，並解放「銀槲之劍」的真正能力－神殺賦法。但作為代價，契約者會開始「神祇殺手化」，靈魂將逐漸與「銀槲之劍」融合，成為脫離人類範疇的弒神兵器。
草薙家「鬼」之詛咒的受害者，擁有人類的肉體『鬼』的靈魂，妹妹則是擁有人類的靈魂與「鬼」的肉體。
在面對不願敞開心房的「屬下」們，最終都會使用：「將妳身上的重擔，分一半到我的身上，讓我與妳一起承擔吧！」此句話讓櫻花、真理、小兔完全臣服於哮。日後哮在面對妹妹樹夕時，其他隊員也以此句話激勵哮。
「草薙」姓氏典自日本古神話的武神（大和武尊）身上佩帶的劍「草薙劍」。
鳳櫻花（聲：上田麗奈）
原本為魔女獵人的少女，有著一頭如晚霞般的紅色長髮。是對魔導學園事長鳳颯月的養女。
天賦異稟，十三歲那年便破例被提拔為審問官，致力於剷除以魔法為惡者。但性格過於嫉惡如仇，在多起事件中不顧上司指令而將犯人獨斷射殺，所以其他魔女獵人們冠上了「紅蓮公主」這個不太光彩的稱號。在同業中聲望極差，是出了名的問題人物。由於在一次事件中再度射殺犯人，而被暫時取消資格，並派任至第35試驗小隊當作懲罰，直到畢業後才能復職。
過去曾被魔女逼迫殺死養父母和妹妹，因此非常憎恨與魔法相關的事物，為了復仇所以成為魔女獵人。
外表雖然堅毅，但實際上內在仍有著柔弱的一面，只是為了將自己的一切奉獻給復仇而壓抑自我。自己也清楚自身的問題，但對上兇惡的罪犯還是會忍不住衝動，尤其是對殺害孩童的人更是嚴重。
酒醉後的性格會變成不斷傻笑。
有龍騎兵過敏症動態或傳導系統過敏症。每次駕駛龍騎兵時傳導率可以化作數值顯示於儀器上時，每次只要嘗試操縱，不知為何總是會發生錯誤，傳導也會立刻被切斷以至龍騎兵開始執行強制關機程式。
慣用武器為手槍，槍法非常高明，能準確地擊中例如裝甲縫隙等細小的目標。
「英雄召喚事件」後對哮敞開心房，也開始願意接納其他小隊成員。但因為一直都是單獨行動，所以非常不擅長和人交流，這方面的程度上甚至比哮還笨拙。過於正經的個性被小兔與斑鳩貼上了不會看氣氛的標籤。
喜歡的食物是紅豆麵包和牛奶，害怕幽靈。
所持有的噬魔聖物為「弗拉德」，為成對的大型雙槍。具有穿透並破除魔法的能力，前提是持有者必須知道該魔法的術式。由於櫻花對魔法的排斥，所以只定下不完整的暫定契約，不只無法「魔女獵人化」，連弗拉德發揮的功能也都只由基礎能力。不過隨著櫻花待在第35試驗小隊的時間越長，她對魔導的反感越來越淡。直到在樹夕爭奪事件中，櫻花為保護同伴而正式與弗拉德建立契約，首次使用「魔女獵人化」，武器也從雙槍變為可伸縮的擊樁器型魔導武裝「伯爵之牙」，具有更為強大的貫穿威力。
對於二階堂真理，視後者為眼中釘。經常與真理鬥嘴，對哮有好感自己卻沒發現。
弗拉德具有的固有魔法之一為〈吸血鬼〉，能吸收血液並將其轉化成魔力，再以魔力將持有者的肉體化為吸血鬼。能賦予櫻花與真祖吸血鬼同等的力量。
西園寺兔（聲：大久保瑠美）
志願為魔女獵人的少女，被其他人暱稱為小兔，不過本人不是很喜歡這個稱呼。
性格正經八百，自尊心高，卻也是個怕寂寞的人。在小隊中擔任狙擊的後援任務，擁有天才級的射擊技術，但因為嚴重的怯場症導致經常失手。
身材嬌小，但是胸部豐滿，足以和櫻花比擬。說話時帶有些許的娃娃音。
擅長料理，在慶祝櫻花入隊時所做的蛋糕曾深受哮與斑鳩好評。
酒醉後的性格會變成小惡魔性格。
為名門西園寺家出身，但不是出於正室，而是父親與情婦間的私生子，因此從小就不被雙親所重視。即便盡可能的付出努力，依舊得不到親人的一句讚許或鼓勵。雖受到家族成員的冷漠，但唯獨祖父母不計出身的愛護她，並且教導她槍械的技巧。然而一次意外導致哥哥死於自己眼前，被家族的人用「情婦的私生子」為理由，將嫡子的死亡完全怪罪於她。更甚至的是連年邁的祖父母與體弱多病的姐姐過世之時，也以他們的死指責於她，使得小兔的精神一步步地邁向死亡，也因而患上了怯場症。
在梅菲斯特事件中憑藉著與隊友們的羈絆重新振作，反抗了做為自己心魔的天明路禮真。從此之後，怯場症毛病改善了很多。
平時小兔總是激勵著身為隊長的哮，因為他與自己都是在擅長領域無法發揮的人。而梅菲斯特事件之後，似乎喜欢上哮，心中便有產生了要嫁給哮的念頭。
慣用槍械為巴雷特M82狙擊步槍以及莫辛-納甘步槍（動畫使用巴雷特M95狙擊步槍）。
家族的老祖宗是一位芬蘭的狙擊手。
杉波斑鳩（聲：白石涼子）
擅長整備開發的天才少女，技術一流，足以藉由推薦直升成審問官，但以想享受校園生活為理由而回絕。
性格捉摸不定，喜愛捉弄他人。有著開發極端怪異的裝備的另類娛樂嗜好，常做出一些性能怪異突兀但副作用也不小的刁鑽裝備，還會使用來自黑市的非法零件做非法改造。
酒醉後的性格會和平時一樣，只是會不斷嘔吐。
自稱龍騎兵御宅族。
哮在學校結交的第一位朋友，兩人的交情從國中就開始了，所以對彼此的個性非常了解，在短篇可以得知兩人的關係很曖昧，甚至會因為其他人講哮的壞話而發怒，於第七卷向櫻花和兔坦白自己喜歡哮並強行奪走哮的初吻。
似乎喜歡薄荷香，口中經常含薄荷棒棒糖。
真實身分是Alchemist公司製造出來的「人造天才」，為了公司致力於開發成本低且有效率的殺人武器，與伊砂曾共同立下了許多優秀的成果。最初沒有所謂判斷是非對錯的道德觀，將開發武器視為一切，直到因為閱讀了一本敘述了情感的繪本而開始有了身為「人類」的自覺，開始嚮往外面的世界，於是下定了決心逃離Alchemist公司。後來躲進了對魔導學園，以情報換取平凡的校園生活。因為有這段不為人知的過去，性格上不會探查別人的私事，而她也沒有讓35小隊成員知曉這件事。
最初會接近哮，是因為當時的兩人非常相似，都是缺乏正常感情的異類，所以待在他身邊能夠安心。但哮因為櫻花而改變，讓斑鳩很討厭櫻花。但以個人喜好而言，斑鳩倒還是很欣賞櫻花。
二階堂真理（聲：伊藤加奈惠）
古代屬性保持者的魔女，時常帶著圍巾的短髮少女。擁有極光魔女與不殺魔女的稱呼，所持古代屬性魔法為「極光」。
最初協助了幻想教團成員兇煞的劫獄計畫，卻也對他的手法感到不悅，揚言要是兩人沒有合作關係，就會親手殺了他。
「英雄召喚事件」後，發現兇煞違背了不傷害無辜民眾的約定。正要打算親手解決他時，因為第15實驗小隊的突襲而中斷，隨後被衝進來的魔女獵人給逮捕，然而逃離的兇煞發動了暗中給予真理的失憶符咒，使真理失去了自己的記憶。後被鳳颯月順勢拉入學院，成為了第一位就讀對魔導學園的魔女。
性格外剛內柔。表面看似頑強，其實個性十分柔弱多情，容易感動。剛開始時，常表現出一副不想與人親近的冷漠態度，但隨著哮的溫情而漸漸軟化，展現出原本開朗的本性。認為魔法是用來拯救人類的工具，想要藉由成為審問官來改變世人對魔法的偏見，所以常和憎恨魔法的櫻花吵架。
酒醉後的性格會變成不斷地哭訴。
出身於位於境界線邊緣的孤兒院，被身為魔女的院長所收留。為了解決孤兒院貧窮的問題，不惜瞞著院長使用魔法從事非法勾當，以賺取金錢。雖然真理在受到院長的教誨後立即改過向善，但過去有所關聯的黑幫卻因而襲擊了孤兒院，使孤兒院陷入了一片火海。而後，突然出現的兇煞表明孤兒院的孤兒們被幻想教團所救，但要求真理的協助以換得見面的機會。實際上孤兒們早就全都不在人世，而襲擊孤兒院使院長及孤兒們葬生火窟的罪魁禍首正是兇煞本人。
兇煞襲擊模擬戰錦標賽時恢復了記憶，也得知了孤兒們的真相，瀕臨崩潰之際被哮所激勵。最後聯合趕到的櫻花三人一同擊退了凶煞。
兇煞襲擊事件之後，在櫻花的游說下有條件的免去了牢獄之災，並得以正式進入對魔導學園就讀，而條件是必須時常協助藥師與鍛造師們進行抗魔導的實驗。因為不被允許參加小隊活動，所以並未正式加入第35試驗小隊，不過還是常會去找哮他們玩。常常吐槽其他小隊成員。而自從被哮所拯救後，便喜歡上他了。
在使用魔法上具有強大的資質，無論在各方面都是遠遠超過一般魔法師的水準。所持有的古代屬性「極光」，是具有高泛用性的光屬性魔力，無論是攻擊、防禦或是治療都能做到。然而無論「極光」泛用性有多高，對能克制光屬性的闇屬性魔法仍會不利。而真理透過研究，成功以「極光」屬性的魔力來施展原本同為古代屬性「太陽」與「月」。
是小隊中女性唯一的「貧乳」（不包括實體化的拉碧絲），對於櫻花和兔的好身材常略帶自卑感（就連草薙樹夕都比她的胸部發育還要好）。
由於是孤兒院出身，對於朋友很講義氣，與哮一樣對於金錢非常執著，雖然常常與櫻花「槓上」，彼此鬥嘴，但感情是越吵越好（？）。
對於哮必須在親情（親妹樹夕）與心理（懊悔）鬥爭中頗為心疼，不過沒有當面說出來。
現在也常被斑鳩捉弄，性格傲嬌。
草薙拉碧絲（聲：野水伊織）
有著琉璃色眼睛及頭髮，穿著修道服的少女。
真實身分是黃昏型號的噬魔聖物「銀槲之劍」，又名「槲寄生」。正式名稱是「The Malleus Maleficarum Type-Twilight "Mistilteinn"」，綽號為拉碧絲拉斯莉（Lapis lazuli/青金石）。噬魔聖物中唯一的刀劍型聖物，為一把琉璃色的長劍。具有變化為所有類型刀劍的能力。
「英雄召喚事件」後以學生的身分入學，戶籍資料上被設定是哮的妹妹。平時受颯月之命在其他人面前稱呼哮為哥哥，但在身旁沒人時會稱他為宿主。
性格上會傾向黏著契約者不放，大多數時間都會幻化成人形，常常在校園內跟在哮的四周。平時語氣平板，幾乎沒有情緒起伏，讓哮完全猜不透她的心思。但在與自身性能方面有關的時候，語氣或反應會有所變化。實際上，拉碧絲的自尊心與占有慾都很強烈。當拉碧絲的性能被懷疑時，她會平靜但語氣加重的澄清。而當作為宿主的哮對其它刀劍產生興趣的話，拉碧絲更是會醋勁大發。
食量出乎意料的大，經常在吃東西，讓哮的伙食費支出暴增。
前任使用者是與哮同為草薙家出身的女性劍客『草薙命』，外貌與現在的拉碧絲非常相像。
金絲雀（Canaria，聲：設樂麻美）
一頭藍色長髮的少女，有著一對異於常人的長耳朵。草薙諸刃流的使用者，哮的師妹，隨大蛇一同突襲運輸樹夕的護衛隊。
真實身分為杉波斑鳩的「女兒」，精靈復原實驗中被創造出來的人工生命體。當初斑鳩為了離開Alchemist公司，故意將她操作成不會使用魔法的半精靈，讓實驗以失敗告終。後來斑鳩因為被這個半精靈稱呼為母親，效仿了故事書中父母為小孩取名的行為，將她取名為金絲雀。因為這個緣故，斑鳩開始萌發了玩弄生命的罪惡感。為了救會被處理的金絲雀，斑鳩計畫盜走了亞人結晶，並要與金絲雀一同逃離實驗室，但在到達金絲雀的房間後卻發現她不見人影，讓斑鳩留下了一輩子的陰影與遺憾。
在面臨處分時被伊砂所救，從此稱伊砂為母親，對而當時遺棄自己與伊砂的斑鳩則是充滿了不諒解。
為了替伊砂復仇而拜大蛇為師，接受他整整四年的訓練。從他手中獲得另一把黃昏型號的魔導遺產，是「雷瓦汀」的現任持有者。
在樹夕爭奪事件中，在樹夕面前擊飛了哮，間接導致了百鬼夜行的失控。後被「神祇殺手化」的哮擊敗。
是哮在魔導學園中的嚮導與監視者。對之前被哮擊敗一事耿耿於懷，認為自己是還沒辦法「英雄化」，才輸給使用了「魔女獵人化」的哮。不承認哮比自己強，也討厭他擺出師兄的樣子。但因為大蛇是個不會誇獎徒弟的人，所以一旦被哮讚賞就會不知所措，會為掩蓋羞澀而揮拳攻擊。

### 異端審問官育成機關（對魔導學園）
鳳颯月（聲：三木真一郎）
對魔導學園理事長，也是現今異端審問會的首領，櫻花的養父。年齡不明。
一頭白色長髮，總是帶著如同孩子般的天真無邪笑容，實際上個性狡猾且冷酷，會以看戲的心態用各種方式去利用他人，而為達目的能完全不在乎犧牲多少人。
因為草薙大蛇的後代之一的草薙樹夕被迫施展「百鬼夜行」，險些完全失控，但被其兄草薙哮在最後關頭阻止。被草薙大蛇懷疑鳳颯月想要重現150年前，與其姐草薙命被逼迫互鬥的場景，颯月並未否認，並要大蛇繼續看下去。
真實身分是維持這個與北歐神話世界混合的世界生命的神「洛基」。
霧谷京夜（聲：赤羽根健治）
哮從國中時代就認識的同班同學，第15小隊的隊長，也是對魔導學園的高材生。對於實力不夠堅強的哮抱持輕視的態度，但也非常害怕斑鳩。
與小兔同樣是屬於奮力上進的類型，優秀的成績皆是透過自身的努力獲得。個性雖是蠻橫霸道，但與隊友間的羈絆非常堅定。
模擬戰錦標賽襲擊事件中隊友全數遭到兇煞殺害，從此就決定向所有與魔導有關的存在報仇，因此接受颯月所提供的噬魔聖物「尼祿」，成為了魔女獵人。
與吉水明是一起長大青梅竹馬，因為有她，京夜即便在極度惡劣的環境中長大，也能走上正道。雖知道不是本人，但仍是放不下吉水明的複製人。在簽下契約時，將「尼祿」的治癒能力轉移給了吉水，以延長她身為複製人而短暫的壽命。
吉水明（聲：關根明良）
第15小隊的醫護兵，夢想是成為藥師，常常阻止哮與京夜的爭吵。
在某次第15小隊討伐幻想教團時遭兇煞殺死，並被兇煞拿來製造複製品，用來參透對魔導學園。
模擬戰錦標賽襲擊事件後，吉水明的複製人生存了下來，但由於複製人的生命力非常脆弱，被收容進藥師醫院中，至今沒有恢復意識。
天明路禮真（聲：古川慎）
小兔的婚約者，提倡保障魔女人權的倫理委員會會長之子。
跟小兔有著極為相似的遭遇，因資質低下而老是被拿來跟兄弟姊妹比較、被鄙視，但跟小兔不同總是把自身的過錯怪罪到他人身上，自身則完全放棄力求上進這回事，因而導致個性變得扭曲。因自身的遭遇跟小兔極為相似，所以對小兔有嚴重的扭曲依戀，藉此想要確保自身的優越性來傷害小兔。在小兔姐姐的葬禮上初次與小兔見面，以各種挖苦的言語譏刺小兔是殺人魔，並將小兔視為自己的財產，也是造成小兔對人恐懼症的主因。
對魔導學園的校慶上與梅菲斯特合作，打算把所有的學生都變成自己的奴隸。最後陰謀被哮揭露，並與哮一戰後敗北，後來於逃回倫理委員會的途中被得到魔導遺產的京夜所殺。
星白流（聲：山田奈都美）
對魔導學園學生會長，一頭紅色頭髮的嬌小少女。
集合散漫、放任與自甘墮落這三種人格特質的怪人。平時總是神情鬆散，待在被爐裡悠閒說話的樣子簡直就像一隻貓。然而實際上卻是一個善於利用別人的心機者，有著要將異端審問會占為己有的野心。
緊急情況時絕不慌亂，判斷上冷靜沉著，對無可挽回之事能果斷捨棄。
是個無法感受到悲傷情緒的人格異常者，卻有著很強烈的責任心，對學生因自己而死會感到非常自責。就某種角度而言，她與鳳颯月是同一種類型的人。然而與他相比，流還算是有人情味。因為沒有負面情緒，而無法與悲傷難過的人產生共鳴，但快樂與幸福等正面情緒可以，所以會為了自己而去幫助別人。
為了追捕梅菲斯特，使得除了泉堂以外的學生會成員全數陣亡，為此找上櫻花合作。而在事件中泉堂身亡，讓流失去所有學生會的夥伴。事件後與35試驗小隊結下了私底下的情報合作關係。
為對抗異端審問會反體制派現任的領導者，拉攏著對鳳颯月而言有著利用價值的哮與櫻花。
在發現鳳颯月的本體是神後，為了阻止對方而將其引入異端同盟據點的北歐神話世界斷片中，然後以雷神之錘破壞了該斷片拖延住鳳颯月的腳步而死。
泉堂靜（聲：生田善子）
對魔導學園學生會成員，流的屬下，有著黑色長髮的少女。
志願成為密探的人，具有一定程度的實力，能無聲無息的接近櫻花。
協助櫻花調查梅菲斯特，向她保證在其他35小隊的成員接近禮真時會出手保護他們。然而因為哮接近禮真而露出破綻，遭真正的梅菲斯特襲擊，身體被奪，靈魂也遭到吞噬。
對流懷著特殊的情感。

### 異端審問官
鐵隼人（聲：津田健次郎）
對魔導搜查一課第零殲滅機動隊，通稱「EXE」的隊長，被譽為是現今最強的魔女獵人。櫻花過去的直屬上司。
性格嚴謹，眼神銳利，幾乎不表露情緒。在工作時非常嚴厲，會毫不猶豫斥責犯錯的部下。同時卻也是個會隱約透漏出柔情的好人，與鳳颯月不同，他絕對不允許出現無謂的犧牲。過去很袒護身為問題兒童的櫻花，讓她在隼人面前抬不起頭。
謹守自己心中身為審問官的法律為信念，一律平等的守護所有法律所守護的對象。即便不信任鳳颯月與現今的審問會，也無意捨棄魔女獵人的身分。認為對審問官而言，參加反體制派是徹頭徹尾的錯誤。
馬格諾莉雅
對魔導搜查一課第零殲滅機動隊「EXE」副隊長。
外表看似國中生年紀的少年，實際上是年齡已過二十的女性。
奉命與屬下們追擊逃走的35小隊，於戰鬥中用出了「百鬼夜行」的力量，但最後仍不敵哮的「弒神賦法」而敗北，最後被捕。
鳳陽炎
「EXE」隊員，馬格諾莉雅的部屬。外貌陰沉到宛如幽靈般的女性，是鳳颯月的妻子，櫻花的養母。
原本是迷戀鳳颯月的超級跟蹤狂，後因為颯月嫌麻煩而直接在結婚同意書上簽字。
大野木彼方（聲：三咲麻里）
「EXE」隊員，鐵隼人的屬下，從密探轉入的新人。
實則為反體制派的成員。

### Alchemist公司
杉波伊砂（聲：三瓶由布子）
斑鳩的姊妹，一樣是Alchemist公司所製造出來的「人造天才」之一，因為卵子的捐贈者相同，所以兩人長得非常相似。
與斑鳩同樣是杉波中才能特別突出的天才，兩人一同為Alchemist公司創下許多成果。但與開始嚮往外面的斑鳩不同，伊砂只要斑鳩在身旁，能繼續做研究便滿足了。
斑鳩叛逃後，伊砂閱讀了她留下來的繪本，開始也如斑鳩一樣產生人性。但Alchemist公司為避免重蹈覆轍，對伊砂處以「再教育」的處置。
杉波朱雀（聲：新井里美）
抗魔鋼材企業Alchemist的董事長，年齡不明，私底下有跟教團進行交易，伊砂與斑鳩的「母親」，將自己的「女兒們」以鳥類名稱做為產品分級。
本人早在三百年前就已死去，現在存在的「杉波朱雀」其實是存在於杉波一族基因組裡、只剩下求知慾的「怪物」，現在存在的個體若是被消滅就會在衫波一族中的某人身上復甦。

### 幻想教團
兇煞（Haunted，聲：遊佐浩二）
幻想教團幹部之一，S級指定危險人物。是一名喜歡屍首與製造殭屍的死靈法師（necromancer），同時身兼召喚術師與煉金術師，據說在過去還曾是教會的神父。
外貌如同一名俊俏青年，性格則極為變態扭曲。熱愛著所有人類，更愛著人類死亡前所展現的激情，因而熱愛殺人。對於他而言，摧毀他人的希望而讓人身陷絕望，就是他的最大的愉悅。
表面上是為了組織，實際上只為自己的扭曲美學而行動著。受幻想教團上層指派而負責進行救出重要人士的任務，不過因為個人嗜好的問題，結果把營救行動變成了恐怖攻擊，造成大量無辜民眾的傷亡。
魔法屬性為「絕望」。魔法能力深不可測，再加上他非常的狡猾，數度讓哮一行人陷入苦戰。劍術高超，善於刺擊，論於刺擊的犀利度及精準度則在哮之上。持有刺劍型魔導遺產『戰亂魔劍』。
梅菲斯特（Mephisto，聲：大原沙耶香）
幻想教團幹部之一，善於「附身」魔法，本質上跟兇煞一樣屬邪惡至極的魔女。在英雄召喚的事件中，原本是要跟兇煞聯手解放禁忌區域，但在本質上跟兇煞合不來所以並未參與，其軀體被保管在禁忌區域中，一直透過附身魔法來吞噬他人靈魂藉此強占他人的軀體，強占軀體就等於能夠擁有該軀體本人的記憶、知識、習慣及經驗，也因如此她能夠完美的演繹那個人，使他人無法察覺有任何異狀。
角色名字典自浮士德傳說中出現的惡魔梅菲斯托費勒斯(Mephistopheles)
粗製濫造（Laugh Maker）
審問會通緝榜單的名人，擅長使用精神污染魔法的A級危險指定要犯。是名恐怖的魔女以及獵奇殺人魔，喜歡人們的『笑容』，殺死櫻花養父母的兇手。
為「紅蝶蟲籠」的商品之一，自小就遭到蟲籠成員的凌虐與洗腦教育，最終被訓練成一名連蟲籠自己都難以應付的變態殺手。一度被審問會捕捉，但在幻想教團的協助下脫逃，後更成為幻想教團的成員。但就連幻想教團也對粗製濫造的異常性感到棘手，可是又不想放棄利用她能力的機會，於是便封印她作為粗製濫造的記憶，再交由一名西側幹部撫養，後來成為名為密姆拉絲·瓦倫秦的純血之徒菁英。
重獲新生的密姆拉絲不只沒有展現與粗製濫造一樣的瘋狂，甚至還成為一個品格高尚又心地善良的魔女。但隨著第二次魔女戰爭的爆發，她作為粗製濫造的能力被西側高層拿來利用在戰爭上，逼迫她的養父數次暫時解開她的封印，讓粗製濫造在戰場上大開殺戒。而她的養父因為不忍養女再度陷入那種瘋狂的模樣，卻又無法違抗高層的命令而絕望崩潰，最終在完全解除粗製濫造的封印後舉槍自殺。
回想起一切後，粗製濫造的罪孽完全壓垮了擁有正常倫理觀的密姆拉絲，她既無法拋卻理智變回瘋狂的殺人魔，卻也沒有為過去贖罪的勇氣，只好自暴自棄的投入戰爭，希望自己能被敵人所殺。但知曉真相的櫻花最後卻拒絕殺死粗製濫造，還利用吸血鬼的主僕契約將她變成使徒，同時設下了兩道禁令，「不准殺死包含自己以內的任何人」及「只要試圖遺忘過去的罪惡，記憶就會被強制回想」，讓她永遠無法在逃避自己罪惡的活下去。
古代屬性「輝」的保持者，為特化於強化魔法的屬性，能讓人體強制發揮出逼近極限的力量，而在粗製濫造的專研下更是實現以強化魔法的特性達到各種特殊效果。喜歡使用古代魔法「強制執行」來操作他人，強迫對方一邊露出笑容一邊不分敵我的互相殘殺。
鵝媽媽（Mother Goose）
幻想教團幹部之一，魔導學園東側的理事長。
性格和藹可親，無論有無魔力都會一視同仁的對待。
立場上屬於偏向穩健派的人，反對會捲入無辜民眾的做法。雖然受上層指示而派出兇煞與梅菲斯特執行任務，實際上對他們兩人的行事作風非常反感。
真實身分為草薙大蛇的魔導遺產『永恆之槍』。
角色名稱典自波士頓的同名童謠
伊莉莎白（Elisabeth）
幻想教團幹部之一，魔導學園西側的理事長，純血派成員。
性格好戰且高傲，而且自我觀念強烈，為了達成目的可以毫不在乎的捨棄他人，非常自私自利。
為古代屬性「全能」的保持者，擁有使用除了古代屬性以外所有屬性的能力，還擅於將各種屬性的魔力融合，被稱為「全能魔女」。
自稱是在魔女狩獵戰爭前就滅絕的吸血鬼末裔，但實際上不是先天的真祖，而是後天轉變的使徒。對保持外表的美麗非常執著，但使徒在沒有真祖的加持下無法阻止肉體的老化，現在的真面目其實非常醜陋。想將拉碧絲佔為己有，藉由弒神之力消滅所有沒有魔力的人。
角色原型來自匈牙利貴族巴托里·伊莉莎白(Báthory Erzsébet)
草薙大蛇（聲：小山力也）
哮的諸刃流劍術師父，已達到非人境界的盲眼劍客。草薙命的弟弟，與鳳颯月是舊識。
性格比哮還粗暴，是個會愚直得將自記認為對的事貫徹到底的人。
在草薙家的族譜裡面記載於百年之前的先祖，在魔女狩獵戰爭中加入魔女陣營，自願注入當時還在實驗階段的吸血鬼細胞而非人類化。
在後代之一的草薙樹夕暴走時與徒弟金絲雀出來協助後代兼徒弟的哮，對鳳颯月欲要讓兄妹互鬥的舉動頗為惱怒。
角色名字典自日本古神話出現被天神素戔嗚尊（スサノオ）殺死的怪物八岐大蛇（ヤマタノオロチ)

### 異端同盟
塞澤
「純血之徒」第七學徒分隊隊長。
帝柚子穗
現代最大的非公認宗教組織－諸神餘燼的第六巫女親衛隊隊長。

### 其他
草薙樹夕（聲：安濟知佳）
哮的妹妹，閉鎖在禁忌區域終極監獄的少女。
因為受到草薙家從太古時代就流傳下來的鬼之詛咒影響，天生就擁有不確定古代屬性「鬼」的異質力量，被草薙家稱為「百鬼夜行」的鬼怪結晶，草薙家傳統只要是被詛咒的女孩就必須處死，但到了樹夕這一代，力量已經強大到即使遭到殺害也能不斷復活，被關在需要不斷修補的抗魔鋼材製造的箱子裡不見天日。
最後殺死除了哮以外的草薙家族。更因為力量失控屠殺數百名無辜民眾，被視為SS級危險指定對象。現今被幽禁在禁忌區域中最深處的一處隔離設施，哮則不定時的抽空探望她。
在偶然下來到外界與兄長度過了美妙的一天，於「百鬼夜行」暴走後被審問會捕獲，並交由Alchemist公司分析研究。
於兇煞的誘使下理解到要完成自己的願望就只能毀滅掉除了兄長以外的一切，於是成功的控制住百鬼夜行並和哮徹底的決裂。
在兄長擊退凶煞之後，在兄長隊友的合作下阻止了繼續身體不由自主地爆走，不過因為這樣最後體力不支而昏倒在兄長懷中。
由於外表可愛，甫與其他女主角見面就受到眾女的愛憐，真理甚至想要將她據為己有，但是被櫻花和小兔阻礙，還被後兩人吐嘈。
西園寺桔梗（聲：山口協佳）
小兔的母親。實為小兔父親的正妻，和小兔只是名義上的母女關係。
因為親生的兒子死在與小兔有關的意外下而非常的不待見對方。
向小隊成績糟糕透頂的小兔下達學期結束就必須回家結婚的命令。
峰城和真
已故的前EXE隊長，鐵隼人的上司。櫻花的前一位養父，也是噬魔聖物「弗拉德」的前一任契約者。
本來對魔導充滿排斥，但在某次潛入調查期間結識了某名懷孕的魔女並表明會救助對方，可是審問會卻下令要殲滅該組織，之後只能勉強救出該魔女的孩子後就對審問會產生疑問而想從內部改變審問會，因此最後被逐出審問會。
失去審問官資格後收養了櫻花，但在不久後一家即遭「粗製濫造」殺害，只剩養女櫻花生還。
草薙命
草薙哮的祖宗兼師姑，草薙大蛇的姊姊，生死不詳，小說尚未交代。
嗜魔聖物拉碧絲的第一位持有人。
刀劍術與弟弟相比，略勝其弟。

## 用語

### 異端審問官
異端審問會的從屬人員，負責解決所有與魔導息息相關的問題。除了收查並逮捕從事魔導相關犯罪的魔女與魔法師，主要還有查扣與回收具有魔力的特殊物品「魔導遺產」，其他尚有逮捕邪教集團成員、處理非人爲引發的超自然無形災害、保護及研究幻想生物等等。
依照個別的專長而各司其職，共有五個類別。
鍛冶師
裝備開發人員，專職於開發與保養各式抗魔導兵器。
レギン(Regin)一詞來自北歐神話的侏儒鐵匠。
密探
情報收集與潛入的專家，被敵人捉到只有死路一條，非常危險的單位。
バンシー(banshee)一詞來自愛爾蘭神話的女性精靈報喪女妖。
藥師
醫療專門的作戰單位，一手包辦所有與醫療有關的事物，研究治療有關魔法傷害的方法。
騎士團
執行強襲、突擊，以及守衛異端審問會相關設施的戰鬥部隊。
スプリガン(Spriggan)一詞來自英國康瓦爾的民間傳說的妖精種族。
魔女獵人
被允許進行獨立偵查、搜查與戰鬥的任務，也是唯一被允許使用「噬魔聖物」的特殊職業。
デュラハン(Durahan)一詞來自愛爾蘭民間傳說的無頭騎士。

### 噬魔聖物
異端審問會高層配置給魔女獵人的制式武器，封印著暴君與罪人之魂，經過官方認證合法的魔導遺產，「Malleus Maleficarum」一詞來自1486年同名的宗教條約著作，意為女巫之錘。
「The Malleus Maleficarum Proto-Type "Innocentius"」
鳳颯月專用噬魔聖物，銀色的鳥槍，英諾森（Innocentius）為天主教教宗（英諾森三世），第一位異端審問官。
能力是可對被擊中的靈魂強制命令和操縱。
「Naglfar」
納吉爾法，魔力屬性『神無』，黃銅材質的槍刃型噬魔聖物。
在北歐神話，納吉爾法是洛基在諸神黃昏由死者指甲打造，進攻神域阿斯嘉特的巨大戰船。
「The Malleus Maleficarum Type-Twilight "Mistilteinn"」
名字簡稱為槲寄生（Viscum album），也被稱為銀榭之劍，為北歐的殺神魔劍，綽號是拉碧絲拉斯莉。為草薙哮專用噬魔聖物。
為噬魔聖物當中唯一呈現刀劍形態的魔導遺產，擁有化成人型的能力。固有能力為「形態變化」，能夠隨著使用者的吩咐變化各式各樣的刀劍形態，其所變化的刀劍形態則網羅了全世界的刀劍種類。
固有魔法為「黃昏賦法」，其效果為斬裂魔法或吞噬構築魔法的魔力化為己用，以及不以吞噬魔法為目的也可將魔法保存起來然後一口氣釋放出來。
上一位持有人為草薙哮的祖宗，算是其師姑的草薙命。因而此嗜魔聖物，看起來有點像是草薙家的專用持有武裝。
在北歐神話中，槲寄生是洛基誘騙盲眼之神霍德爾殺死孿生兄弟光之神巴德爾的凶器。
「The Malleus Maleficarum I "Caligula"」
鐵隼人專用噬魔聖物，裝彈數5發的50口徑黑色左輪手槍，卡利古拉（Caligula）為羅馬帝國第三任皇帝，也是位著名暴君。
『The Malleus Maleficarum II "Maximilien"』
鐵隼人另外一把噬魔聖物，銀色單動式左輪手槍，裝彈數1發，Maximilien的子彈具有讓魔力擴散爆炸與吸收的能力，Maximilien之名出自一位法國大革命時期的獨裁政治家羅伯斯比爾，魔力屬性『革命』，〝契約者必須陷入九死一生狀態〞是啟動『革命』的必要條件。
『The Malleus Maleficarum III "Bloody Mary"』
馬格諾莉雅持有的左輪雙槍噬魔聖物，Bloody Mary之名出自血腥瑪麗(英國女王瑪麗一世)
『The Malleus Maleficarum IV "Vlad III"』，聲：中田譲治
名字簡稱為弗拉德（Dracula），魔力属性『夜血』，為鳳櫻花專用噬魔聖物，一對槍身長度為1.05英呎的血紅色自動手槍，槍身刻有奇形怪狀的無翼飛龍紋章，在使用時會發射出針刺般的魔法光彈。固有能力為「采佩什（原文Tapes，為羅馬尼亞語，意為穿刺）」，為貫穿已被解明的各種不同的魔法，發動條件為使用者是否記住使用魔法的過程。
固有魔法為「串刺公爵的餘興」，在敵人各個方位設置魔法陣，從魔法陣裡射出大量的串刺光彈，施展全方位無死角的包圍攻擊。
因鳳櫻花本人憎恨魔法，所以只跟弗拉德進行暫定契約，故此無法「魔女獵人化」，且只能在近距離射擊才能達到一定的貫穿魔法效果，在使用固有魔法的時候要獻上將近三分之一的血液才能使用。在草薙樹夕的百鬼夜行覺醒時為了拯救同伴而正式簽訂契約。
在追緝櫻花的仇敵「粗製濫造」中，使用了光榮戰死在戰場上所有中隊的鮮血，發動了弗拉德的固有魔法『吸血鬼』，其力量與真祖吸血鬼力量不相上下。
『The Malleus Maleficarum V "Nero"』，聲：關根明良
霧谷京夜專用噬魔聖物，黑色散彈槍，會強迫以已故至親好友的聲音煽動契約者的「憎恨」作為食糧，製造破壞魔力的「毒」屬性攻擊。「毒」除了攻擊效果外還可以強化契約者的肉體，但是會造成類似藥物成癮的副作用，若契約者放下「憎恨」情緒，會自動解除契約。
尼祿（Nero）出自第五任羅馬帝國皇帝，著名暴君。
『The Malleus Maleficarum VI "Antoinette"』
鳳陽炎專用噬魔聖物，喇叭型散彈槍，Antoinette來自法國大革命被處死的皇后瑪麗·安東尼(Marie Antoinette)
『The Malleus Maleficarum VII "Ivan"』
豪專用榴彈砲型噬魔聖物，Ivan之名出自俄羅斯沙皇伊凡四世(恐怖伊凡)
『The Malleus Maleficarum VIII "Nobunaga"』
大野木彼方使用的狙擊專用步槍型噬魔聖物，會隨著射程追加子彈殺傷力。
信長（Nobunaga）出自日本戰國名將織田信長(Oda Nobunaga)。
『The Malleus Maleficarum Production Model "Guillotine"』
Alchemist公司製造中的量產型噬魔聖物，Guillotine(斷頭台)是法國大革命時代頻繁使用的一種刑具。

### 魔導學園
幻想教團旗下的用來訓練魔法師與魔女的學校，位於歐洲庇護所。
學校中分別有兩位理事長，依據教育方針的區別而分被隔離成東區與西區。東區以「和諧」為方針，主要教授防禦、醫療或生產等應用方面的魔法。而西區則是如同軍校般，專門教受攻擊魔法與戰鬥技術。
因方針的差異，分別產生了溫和的東區學生以及好戰的西區學生兩派。東區學生較為穩健，不會特別歧視無魔力的人，而西區學生則是奉行極端的純血主義，將魔法師與魔女的血脈視為無上的至高存在，看不起帶有其他幻想生物血脈的亞人，對沒有魔力的「無能者」更是抱有強烈的敵意。西區學生非常瞧不起東區學生，而西區在勢力上也大於東區，使得東區學生不太能抵抗西區學生。東區學生若是不小心越了區就容易遭到西區學生的糾纏而難以善了，而要是為沒有魔力的人的話更是會有生命危險。
純血之徒
奉行純血主義的純血派成員。思想保守，極端而排外。在幻想教團中是主張發動戰爭的主戰派，想要藉由殺光所有沒有魔力的人來「淨化」這個世界。

### 魔導遺產
對所有蘊含魔力的物質統稱，種類五花八門。例如有刀劍、書籍、壺罐或陶器等古董品，也有像藥草、樹葉、菸灰等稀奇古怪的東西。
主要有兩種類型。自古以來便确認其存在，且在傳說及神話中留有相關記載的魔導遺産被稱爲失傳型號；而出現于現代、挾帶魔力的物質則稱作變異型號。
斬鐵劍（Excalibur）
持有者為亞瑟王（King Arthur），為劍鞘合一的魔導遺產，攻擊方面由劍負責，會產生夾帶強大魔力的斬擊，防禦方面則由鞘負責，產生擁有驚人強度的魔法障壁。固有魔法為「圓桌騎士」，召喚十一名騎士進行大範圍突擊。
劍的本體已在百年前被異端審問會摧毀，而其碎片則透過被黑市交易交到幻想旅團手上。幻想旅團將碎片應用在Alchemist正在研發的近代電磁兵器磁軌炮上，使武器主體是磁軌炮但卻具備斬鐵劍的性能，此外近身戰中也能發揮出斬鐵劍的性能。
戰亂魔劍（Dáinsleif，聲：小日向茜）
兇煞的配劍，跟「槲寄生」一樣存在著人格，被兇煞稱為闇夜，失傳型號的魔導遺產，原為北歐的英雄所有，外形為特化突刺專用的西洋劍，能夠讓使用者「英雄化」。戰亂魔劍主要的固有性能有兩種，其一為在敵人身上留下無法治癒的傷口，另一為斬擊殘留，能讓攻擊的勁勢殘流在劈砍過的空間上。固有魔法為「赫茲寧格血戰」，此固有魔法不只擁有強大的破壞力，也會對使用者造成精神污染，導致使用者變成一個只會破壞的野獸。
其個性跟安靜的「槲寄生」不同，喜歡對敵人嘲諷挑釁，人形狀態為一名眼神兇惡的哥德蘿莉少女，出自北歐詩詞作品埃達經(Edda)記載由丹麥王霍格尼(Högni)持有的吸收敵人血液，讓使用者越戰越勇但變成瘋子的魔劍，Dáinsleif語意為Dáin的遺產("Dáinn's legacy"，Dáin是侏儒鐵匠的名子)。
永恆之槍（Gungnir）
北歐神話世界主神奧丁所使用的神威之槍。鵝媽媽的本體。固有能力為「英雄召喚」。
和同為神器的槲寄生與雷瓦汀不同，永恆之槍仍保有北歐神話世界存在前的記憶，因此雖然能化為人形「鵝媽媽」，可是卻沒有人類的思維，而是單純的想要將世界變回諸神仍存在的世界。
具有與「神祇殺手化」相似，但性質完全相反的「神格化」能力，代價都同樣是被神器的本質同化。
雷瓦汀（Lævateinn）
大蛇於150年前魔女戰爭時使用的魔導遺產，與拉碧絲同為黃昏型號。
在大戰末期，大蛇被迫以此武器與審問官陣營的姐姐命相殺。此劍的屬性『破滅』與拉碧絲的屬性『黃昏』衝突後產生了『虛無』屬性的大規模魔力爆炸，雖讓戰爭平息卻讓全球出現災害，被『虛無』包裹的地帶被稱為無形災害區(Akashic)。目前為失去神性力量的一般刀劍。
出自北歐神話中豐饒之神弗雷(Freyr)的配劍，Lævateinn在古冰島原語意為『帶來毀滅的木杖』
提爾鋒（Tyrfing）
同戰亂魔劍一樣為北歐的魔導遺產，使用者為天明路禮真，其魔導遺產等級S，能夠讓使用者「英雄化」。固有性能為攻擊必中，能對於映入使用者視野中的目標物發出絕對必中的效果，無論持有者跟目標物之間有多少障礙物，提爾鋒都會賦予使用者足夠摧毀障礙物的力量，使攻擊絕對會命中目標物。
固有魔法為「絕對命運」，使用時使用者向提爾鋒許願，而提爾鋒則會賦予能夠實現願望的力量，只是許願次數達到三次時，使用者將會受到「詛咒」。
北歐詩詞作品埃達經(Edda)記載，由奧丁（Odin）的後裔西格梅王（King Sigrlami）以死亡脅迫侏儒鐵匠杜華林（Dvalin）和杜林（Durin）製作出「黃金打造並無堅不摧且百發百中的神劍」，被脅迫的鐵匠在不情願的狀況鑄完此劍並下了詛咒『出鞘就得見血，會帶給主人榮光與災厄』，雖讓西格梅王戰無不勝，但卻也讓他死在敵人的奪劍反殺之下

### 草薙諸刃流
草薙家代代相傳的劍術，約1000年前為了斬殺鬼怪創造出來的傳內不傳外的武學，有著多樣無視身體負荷的技巧。
劍技
牛鬼
天之邪鬼(天ノ邪鬼)
戰步(戦走り)
一目連
怪火蛍
片車輪
金槌坊
蟷螂坂
草薙神劍(クサナギノツルギ)
蛟龍疾走撃
蛇帶墜地轟(蛇帯落とし)
掃魔刀
狒狒威嚇(狒狒脅し)
滅槍・一角獣
八岐大蛇

### 魔法
魔法技能
腐蝕結界(アドル・フィールド)
愚者之火(ウィル・オ・ウィスプ)
極光砲彈(アウローラ・カノン)
光之到達點(アウローラ・ゲート)
極光雷彈(アウローラ・コレダー)
極光之盾(アウローラ・シールド)
極光彈幕(アウローラ・バラージ)
極光之鏃(アウローラ・バレット)
極光界(アウローラ・フィールド)
極光之劍(アウローラ・ブレイド)
月食之劍(エクリプス・ブレイド)
白夜之劍(ヘリオス・ブレイド)
666的領域(ナンバー・オブ・ザ・ビースト)
赫茲寧格血戰(ベルセルク・エンチャント)
絶望庭園(ベラドンナガーデン)
獵犬(Tindalos)
噬風者(Ithaqua)
絶望樹海(Belladonna Forest)
噬魔聖物魔法技能
伯爵之牙(ヴァンパイア)
串刺公的余興(ツェペシュレイン)
逆十字磔刑(Nosferatu)
Slug Shot(スラッグショット)
Buck Shot(バックショット)
Flag shot(フラグショット)
Thousand thread(サウザンドスレッド)
鉛之毒婦(Babalon)
天命變革(Resistance)
黃昏賦法(トワイライト・エンチャント)
神殺賦法(ラグナロク・エンチャント)

## 出版書籍

### 輕小說
| 集數 | 日文標題 | 中文標題           | 富士見書房     | 富士見書房             | 東立出版社     | 東立出版社             |
| 集數 | 日文標題 | 中文標題           | 發售日期       | ISBN                   | 發售日期       | ISBN／EAN              |
| ---- | -------- | ------------------ | -------------- | ---------------------- | -------------- | ---------------------- |
| 1    |          | 英雄召喚           | 2012年5月20日  | ISBN 978-4-8291-3764-2 | 2013年12月12日 | EAN 471-094-554-288-1  |
| 2    |          | 魔女爭奪戰         | 2012年9月20日  | ISBN 978-4-8291-3802-1 | 2014年3月10日  | ISBN 978-986-348-469-1 |
| 3    |          | 兩位鍊金術師       | 2013年1月19日  | ISBN 978-4-8291-3852-6 | 2014年9月22日  | ISBN 978-986-365-663-0 |
| 4    |          | 愚者們的學園祭     | 2013年5月18日  | ISBN 978-4-8291-3895-3 | 2014年12月25日 | ISBN 978-986-382-416-9 |
| 5    |          | 百鬼之王           | 2013年8月20日  | ISBN 978-4-8291-3930-1 | 2015年2月26日  | ISBN 978-986-382-697-2 |
| 6    |          | 琉璃色的二度契約   | 2013年12月20日 | ISBN 978-4-04-712979-5 | 2015年4月13日  | ISBN 978-986-431-152-1 |
| 7    |          | 逆襲的紅蓮         | 2014年4月19日  | ISBN 978-4-04-070097-7 | 2015年7月30日  | ISBN 978-986-431-739-4 |
| 8    |          | 白銀爭亂           | 2014年8月20日  | ISBN 978-4-04-070138-7 | 2015年10月15日 | ISBN 978-986-462-270-2 |
| 9    |          | 異端同盟           | 2014年12月20日 | ISBN 978-4-04-070429-6 | 2016年2月4日   | ISBN 978-986-462-972-5 |
| 10   |          | 魔女狩獵戰爭（上） | 2015年4月18日  | ISBN 978-4-04-070551-4 | 2016年5月16日  | ISBN 978-986-470-304-3 |
| 11   |          | 魔女狩獵戰爭（下） | 2015年8月20日  | ISBN 978-4-04-070550-7 | 2016年10月6日  | ISBN 978-986-470-919-9 |
| 12   |          | 黃昏的呼喚聲       | 2016年3月19日  | ISBN 978-4-04-070865-2 | 2017年2月16日  | ISBN 978-986-482-627-8 |
| 13   |          | 拂曉的誓約         | 2016年7月20日  | ISBN 978-4-04-072000-5 | 2017年7月10日  | ISBN 978-986-486-479-9 |

対魔導学園35試験小隊Another Mission
| 冊數 | 角川書店       | 角川書店               | 東立出版社     | 東立出版社             |
| 冊數 | 發售日期       | ISBN                   | 發售日期       | ISBN                   |
| ---- | -------------- | ---------------------- | -------------- | ---------------------- |
| 1    | 2015年11月20日 | ISBN 978-4-04-070769-3 | 2016年12月12日 | ISBN 978-9-86-482428-1 |
| 2    | 2016年8月20日  | ISBN 978-4-04-072001-2 | 2018年5月21日  | ISBN 978-9-57-261036-7 |

### 漫畫
於《月刊Dragon Age》2012年開始連載。作畫：華尾ス太郎，已完結。
| 冊數 | 富士見書房    | 富士見書房             | 東立出版社     | 東立出版社             |
| 冊數 | 發售日期      | ISBN                   | 發售日期       | ISBN                   |
| ---- | ------------- | ---------------------- | -------------- | ---------------------- |
| 1    | 2013年6月7日  | ISBN 978-4-0471-2877-4 | 2014年12月25日 | ISBN 978-986-365-960-0 |
| 2    | 2013年12月6日 | ISBN 978-4-0471-2965-8 | 2015年4月21日  | ISBN 978-986-365-961-7 |
| 3    | 2014年6月9日  | ISBN 978-4-0407-0186-8 | 2015年8月13日  | ISBN 978-986-365-960-0 |

対魔導学園35試験小隊 AntiMagic Academy “The 35th Test Platoon”
於《月刊Comic Alive》2015年開始連載。作畫：安村洋平。
| 冊數 | Media Factory  | Media Factory          |
| 冊數 | 發售日期       | ISBN                   |
| ---- | -------------- | ---------------------- |
| 1    | 2015年8月22日  | ISBN 978-4-04-067575-6 |
| 2    | 2015年12月22日 | ISBN 978-4-04-067858-0 |

## 電視動畫

### 製作人員
- 原作：柳實冬貴
- 原作插畫：切符
- 監督：河村智之
- 系列構成：下山健人
- 角色設計：川村幸祐
- 副角色設計：田村正文
- 武器設計：氏家嘉宏
- 機械設計：明貴美加
- 生物設計：Z
- 動作監督：神谷智大
- 槍械作監：氏家嘉宏
- 美術監督：池田繁美、丸山由紀子
- 美術設定：池田繁美、大久保修一、友野加世子
- 色彩設計：月野
- 攝影監督：佐藤敦
- 3DCG監督：須藤悠
- 編輯：坪根健太郎
- 音響監督：龜山俊樹
- 音樂：A-bee
- 音樂制作：MAGES.
- 音樂監製：金谷雄文、塩田幸成
- 監製：田村淳一郎、高木智香
- 動畫監製：金子逸人
- 動畫制作：SILVER LINK.
- 製作：對魔導學園35製作委員會

### 主題曲
片頭曲「Embrace Blade」
作詞：桃井晴子，作曲、編曲：山口俊樹，主唱：Afilia Saga
片尾曲「Calling my Twilight」
作詞、主唱：伊藤香奈子，作曲：岩田、ReNo2Me，編曲：大島

### 各話列表
| 話數    | 日文標題 | 中文標題             | 劇本        | 分鏡             | 演出                      | 作畫監督                                                                                              | 總作畫監督 | 原作卷          |
| ------- | -------- | -------------------- | ----------- | ---------------- | ------------------------- | --- | ---------- | --------------- |
| 第1話   |          | 出擊！蝦兵蟹將小隊！ | 下山健人    | 河村智之         | 河村智之                  | 本田創一、木下勇喜 粟井重紀、氏家里惠 氏家嘉宏（槍械）                                                  | 川村幸祐   | 第1卷           |
| 第2話   |          | 英雄召喚             | 下山健人    | 神谷智大         | 則座誠                    | 本田創一、木下勇喜、粟井重紀 富田佳亨、山吉一幸、澤入祐樹 河村明夫、門智昭、山本無以 氏家嘉宏（槍械） | 川村幸祐   | 第1卷           |
| 第3話   |          | 魔女入隊             | 下山健人    | 湊未來           | 無田武                    | 重松晉一、西村彩、齊藤大輔 森悅史、CHA MYOUNG JUN、松下純子 關口雅浩、蘆谷耕平、小島惠理              | 川村幸祐   | 第2卷           |
| 第4話   |          | 死靈術師的譏笑       | 下山健人    | 新留俊哉         | 新留俊哉                  | 本田創一、木下勇喜、粟井重紀 富田佳亨、山吉一幸、澤入祐樹 青木慎平                                    | 川村幸祐   | 第2卷           |
| 第5話   |          | 魔女狩獵祭           |             | RoydenB 河村智之 | 立仙裕俊                  | 原友樹、丹羽信禮 井嶋惠子、重松佐和子                                                                 | 阿部恒     | 第4卷           |
| 第6話   |          | 兔子也有獠牙         | dojag-a-gen | 日下直義         | 野本正幸 氏家嘉宏（槍械） | 川村幸祐                                                                                              |            | 第4卷           |
| 第7話   |          | 叛徒                 | 橫手美智子  | 二瓶勇一         | 小柴純彌                  | 山吉一幸、本田創一、澤入祐樹 木下勇喜、粟井重紀、福部憲二 富田佳亨                                    | 阿部恒     | 第3卷           |
| 第8話   |          | 兩位鍊金術師         | 橫手美智子  | 山本秀世         | 伊部勇志                  | 原友樹、丹羽信禮、井嶋惠子 井本由紀、山犬守、山吉一幸 澤入祐樹                                        | 川村幸祐   | 第3卷           |
| 第9話   |          | 第35醉鬼小隊         | 下山健人    | 湊未來           | 日下直義                  | 野本正幸                                                                                              | 川村幸祐   | Another Mission |
| 第9.5話 |          | 瘋狂的夏日時光       | 下山健人    | 湊未來           | 日下直義                  | 野本正幸                                                                                              | 川村幸祐   | Another Mission |
| 第10話  |          | 草薙樹夕             | 下山健人    | 尾崎隆晴         | 尾崎隆晴                  | 阿部恒、吉川佳織                                                                                      | 阿部恒     | 第5卷           |
| 第11話  |          | 草薙哮               | 下山健人    | 湊未來           | 立仙裕俊                  | 原友樹、丹羽信禮、井嶋惠子 本田創一、山犬守                                                           | 川村幸祐   | 第5卷           |
| 第12話  |          | 永無止盡之願望       | 下山健人    | 河村智之         | 河村智之 日下直義         | 山吉一幸、澤入祐樹、井嶋惠子 本田創一、氏家嘉宏、神谷智大 野本正幸、原友樹                            | 川村幸祐   | 第5卷 部分原创  |

### 播放電視台
2015年10月7日開始在TOKYO MX等電視台播出。

## 外部連結
- 富士見書房特設網頁 （页面存档备份，存于） （日語）
- 動畫版特設網頁 （页面存档备份，存于） （日語）
- 35小隊官方推特 （页面存档备份，存于） （日語）
- 東立出版社宣傳網頁 （页面存档备份，存于） （繁體中文）